# Ischnura rufostigma
Ischnura rufostigma är en trollsländeart. Ischnura rufostigma ingår i släktet Ischnura och familjen dammflicksländor. IUCN kategoriserar arten globalt som livskraftig.

## Underarter
Arten delas in i följande underarter:
- I. r. annandalei
- I. r. carpentieri
- I. r. mildredae
- I. r. rufostigma
- I. r. montana